# 萨姆·莱西
塞缪尔·莱西（英語：Samuel Lacey，1948年3月28日—2014年3月14日），美国NBA联盟前职业篮球运动员。他在1970年的NBA选秀中第1轮第5顺位被辛辛纳提皇家选中。